# 埼玉県水産研究所

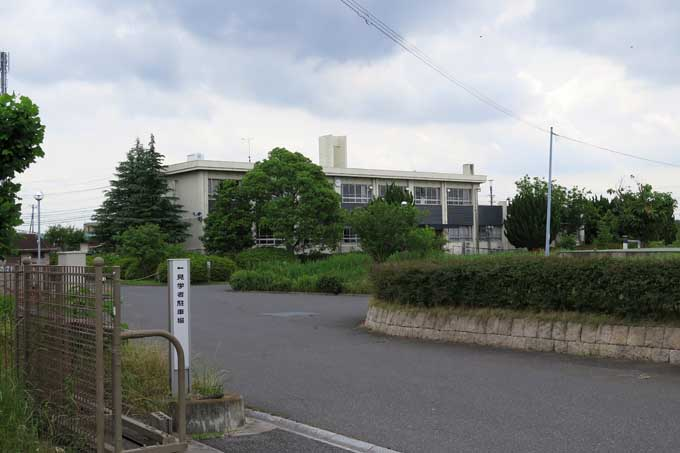
埼玉県水産研究所（2015年5月）

埼玉県水産研究所（さいたまけんすいさんけんきゅうじょ）は、埼玉県における水産業の研究・指導を目的として設置された埼玉県立の研究所。本場は埼玉県加須市にある。

## 概要
「埼玉県水産指導所」として1951年（昭和26年）に現在の場所に設置されたものが始まりである。

## 組織
組織の長は所長である。
- 水産研究所：埼玉県加須市北小浜1060-1
  - 養殖担当－観賞魚の新品種育成、食用魚の水田安定生産技術の開発、魚病対策、低コストの養殖技術開発、獣医師の臨床研修（主な実績を参照）
  - 水産環境担当－魚類生育環境の改善技術の開発、魚類自然増殖技術の開発、外来魚対策、水質調査

## 沿革
- 1951年（昭和26年）－ 現在地においてに埼玉県水産指導所として開場。
- 1957年（昭和32年）－ 埼玉県水産試験場と名称を変更
- 1998年（平成10年）－ 種苗供給施設、ふれあい施設の整備
- 2000年（平成12年）－ 埼玉県農林総合研究センター水産支所として再編
- 2003年（平成15年）－ 埼玉県農林総合研究センター水産研究所として再編
- 2015年（平成27年）－ 埼玉県水産研究所として再編

## 主な実績
- ナマズの養殖技術の確立
- 金魚ヘルペスウィルス性造血器壊死症および、コイヘルペスウィルス病に対する昇温治療技術の確立。（この技術取得のために、獣医師が訪れる事が多い）

## 現在の主要研究対象生物
- キンギョ
- ニシキゴイ
- ヒレナガニシキゴイ
- ホンモロコ
- タナゴ
- ナマズ
- ソウギョ
- アユ
- ギンブナ
- ウグイ
- ソウギョ
- レンギョ
- アメリカザリガニ
- 食用ガエル
- カラスガイ

## 埼玉県水産流通センター
同敷地内に、埼玉県養殖漁業協同組合が運営する「水産流通センター」があり、観賞魚などの卸売りを行っている。